# 金魚の品種の一覧
キンギョ（金魚）の品種について述べる。キンギョの品種は100種類以上とも言われ、現在の日本では約30品種が飼育されている。それぞれの品種は体型・ヒレの形・色などで特徴づけられているが、以下では大まかな体型別に主な品種を列挙する。ヒレの形や体色・模様などについての解説はキンギョ#体色・模様を参照されたい。

## 和金型

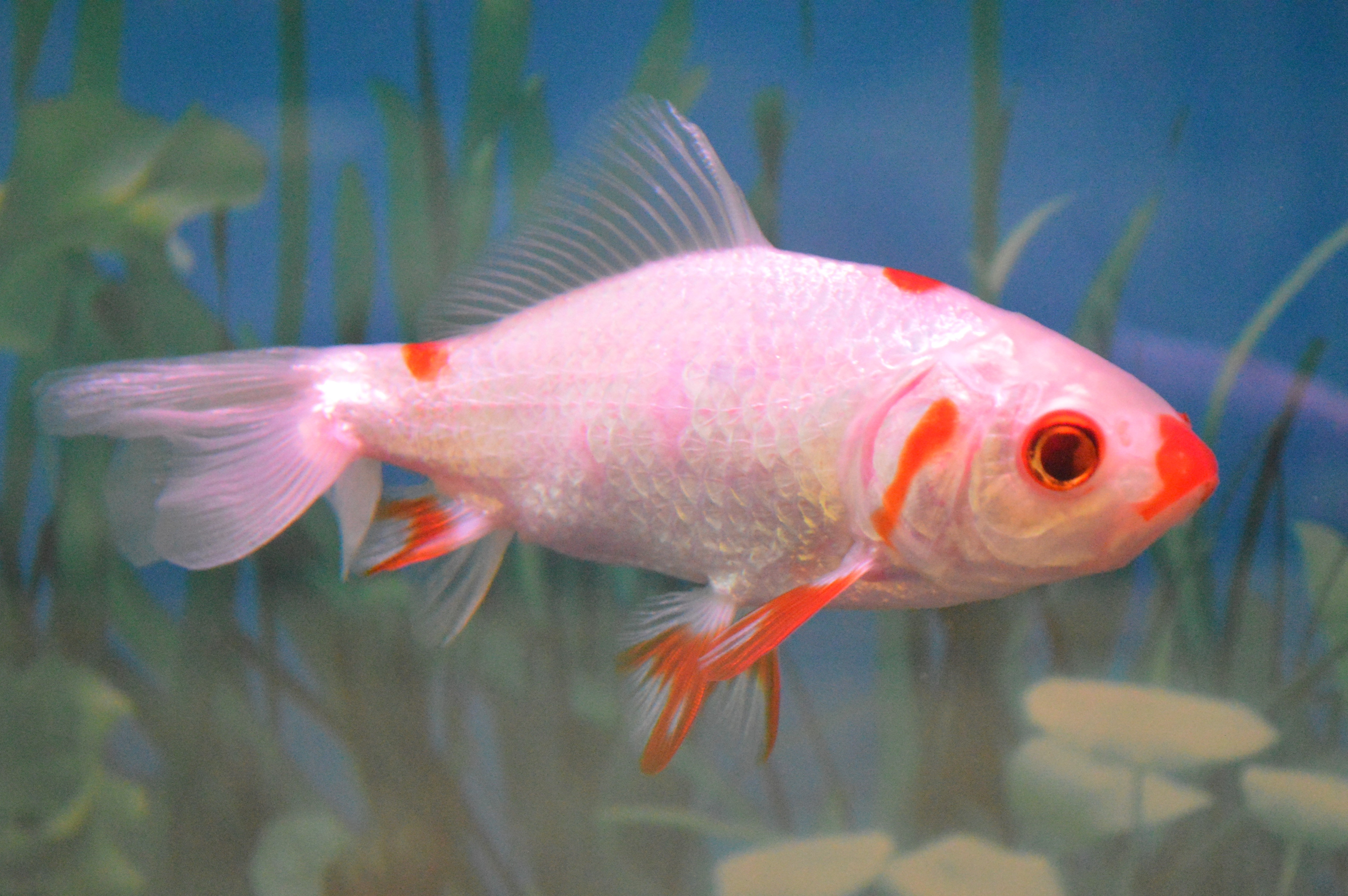
和金
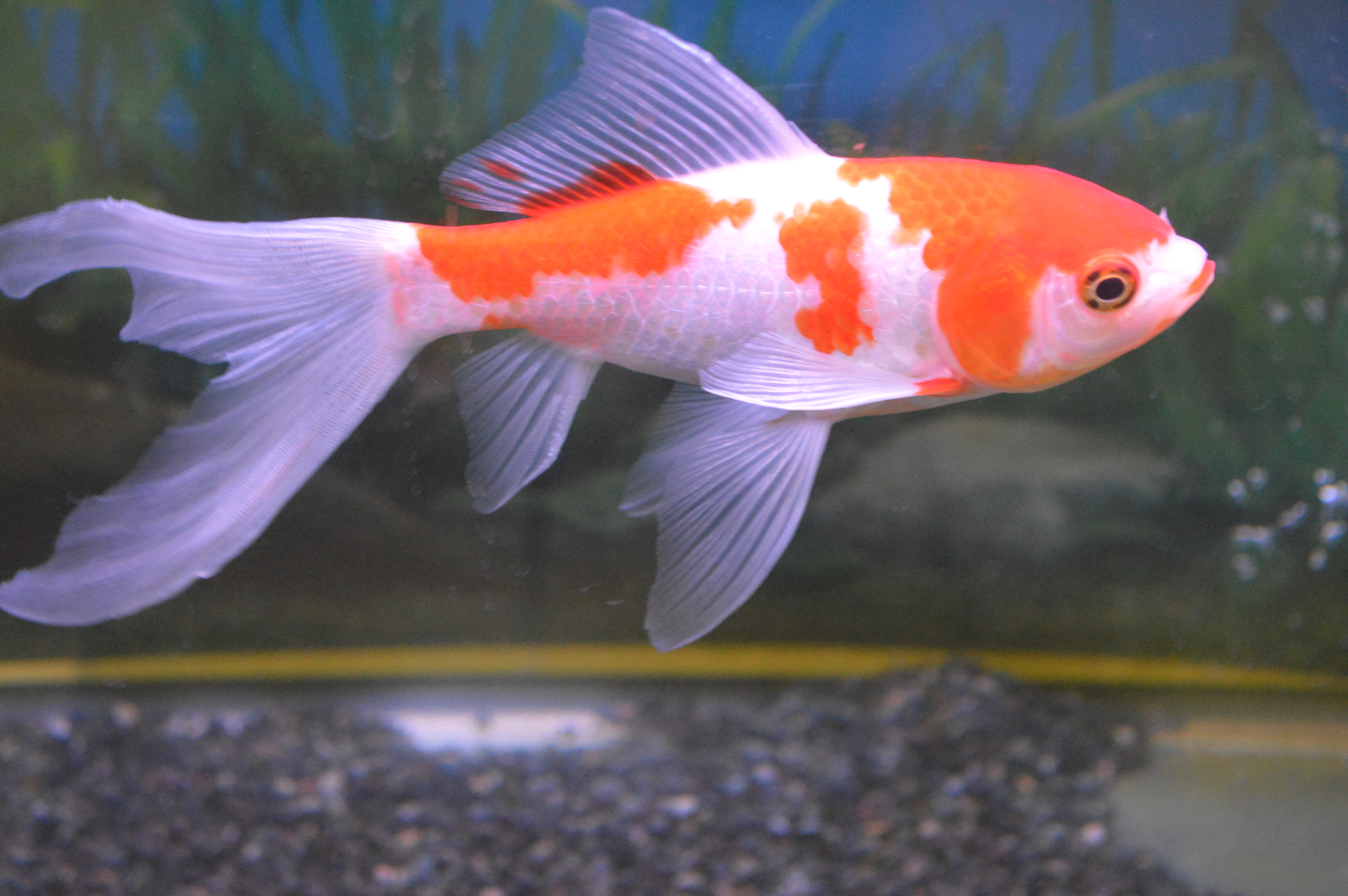
コメット
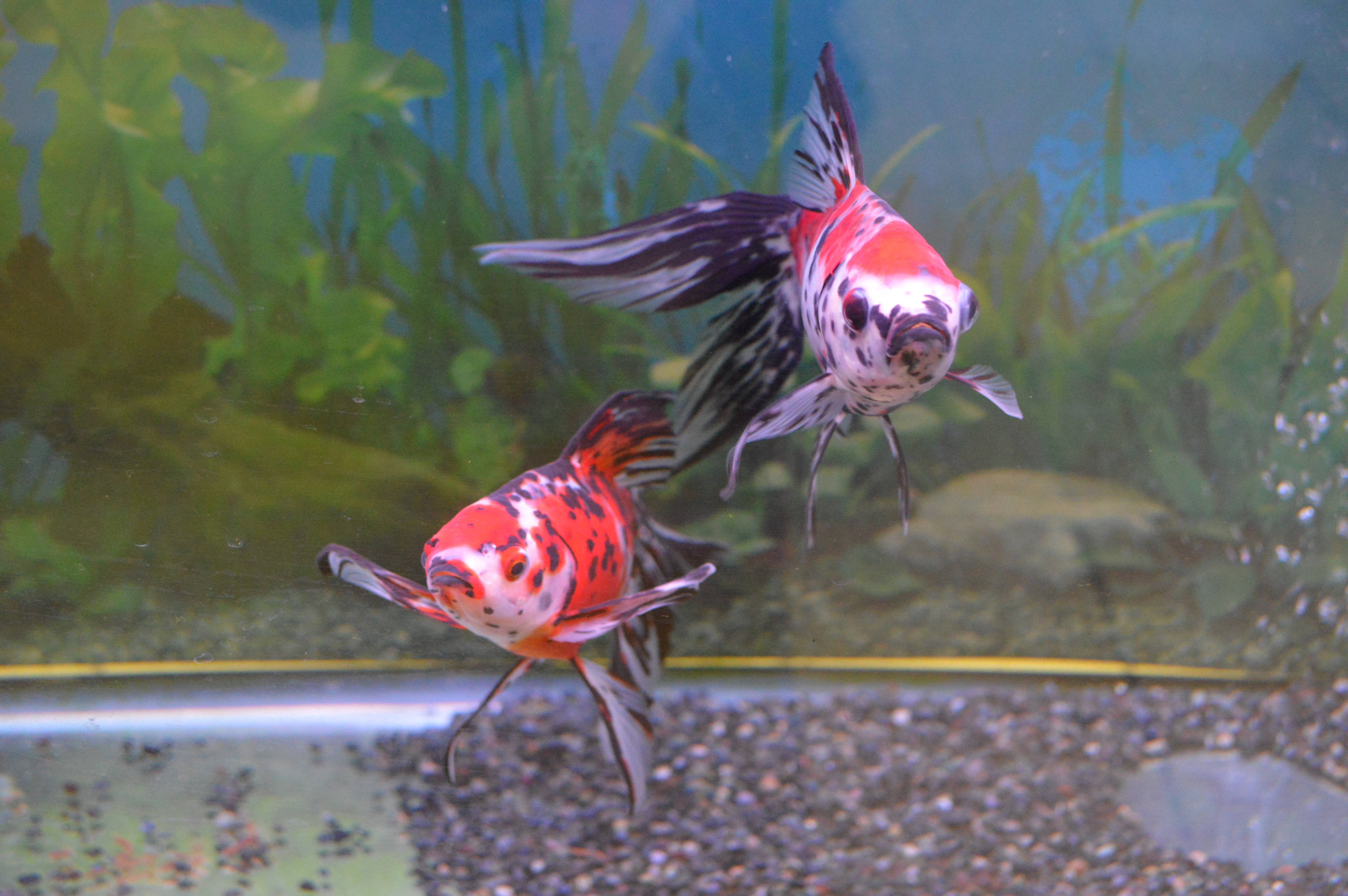
朱文錦

キンギョの中では、もっともフナに近い形態で、平たく細長い流線型の体を持ち、泳ぐのも速い。丈夫で飼いやすい品種が多く、長生きすることが多い。ただ、原種に近いため、和金などは（金魚としては）気性が荒く、産卵期のメスへの追尾行動でメスを重傷化させたり、おとなしい他の品種の金魚や、大きさの違う個体を同じ水槽で飼うと、弱い個体の方へ大きなストレスやダメージを与えることもある。
和金（ワキン）
中国から室町時代に持ち込まれたもので、現在のキンギョの品種は、ほぼすべて和金から派生している。もっとも手に入りやすく、丈夫で飼いやすい品種。大きく成長する個体もしばしばみられる。10年以上にわたって長生きすることも多く、45年生きた記録もあるという。体長30センチを超えるまでに成長することもある。そういった場合は室内のガラス水槽での飼育は、一般的に困難であり、屋外の池などが推奨される。尾はフナ尾、三つ尾、四つ尾とさまざまである。和金でフナ尾のものは、その祖先である野生の鮒の赤い突然変異体である緋鮒（ヒブナ）と外見上の見分けはつかない。
朱文錦（シュブンキン）
明治期にフナ尾の和金と三色出目金との交配で作られた品種。色はキャリコ模様で、尾は吹き流し尾。手に入りやすく、丈夫で飼いやすい。和金同様大きくなるものが多く、成長するにつれ頭部に肉瘤が発達する個体もある。またこの品種をもとにイギリスで生み出されたハート型に見える尾を持つブリストルシュブンキン(Bristol shubunkin)という品種のみを、熱心に飼育する愛好会も数多く存在する。
地金（ジキン）
和金の突然変異により、尾がX状に開いた品種。この品種特有の尾は孔雀尾と呼ばれる。色は六鱗（ろくりん）と呼ばれ、口と各ヒレの計6か所だけを赤く、他を白くするものである。この体色を引き出すために、人為的にうろこを剥いだり薬品を塗布するなどの方法で調色が行われる。体質は弱く、飼育は非常に難しい。愛知県の天然記念物で、三河地方ではずんぐりとした個体、尾張地方では笹葉のような細長い個体が多い。
庄内金魚（ショウナイキンギョ）
大正期に山形県の庄内地方でフナ尾の和金と和蘭獅子頭を交配して生み出された品種。寒冷な気候に非常に強く、丈夫な品種。色は赤か更紗模様。成長すると各ヒレが伸長して垂れ、振袖金魚とも呼ばれる。
コメット
日本から輸出された琉金が、アメリカにおいてアメリカフナと交雑して作られた品種とされることもあるが、琉金を選別せず放置飼育により和金型に戻ったと考えられる品種。手に入りやすく、丈夫で飼いやすい。色は更紗模様で、尾は張りのある吹き流し尾。長い尾をなびかせて素早く泳ぐ姿が彗星を連想させるためにこの名が付いた。和金同様大きくなるものが多く、成長するにつれ頭部に肉瘤が発達する個体もある。
オーロラ
朱文錦と江戸地金の交配により近年生み出された品種。見た目は朱文錦に近いが、尾は四つ尾であり、成長するに従い、各ヒレは更に大きく長伸する。まだ流通量が少なく、とても珍しい品種。
和唐内（ワトウナイ）
和金と琉金の交雑品種と考えられている。体型は和金だが尾ビレは琉金の形をしており、和（日本）にも唐（中国）にもない珍しい金魚だからこの名前がついたといわれている。ほとんど生産されていない。

## 琉金型

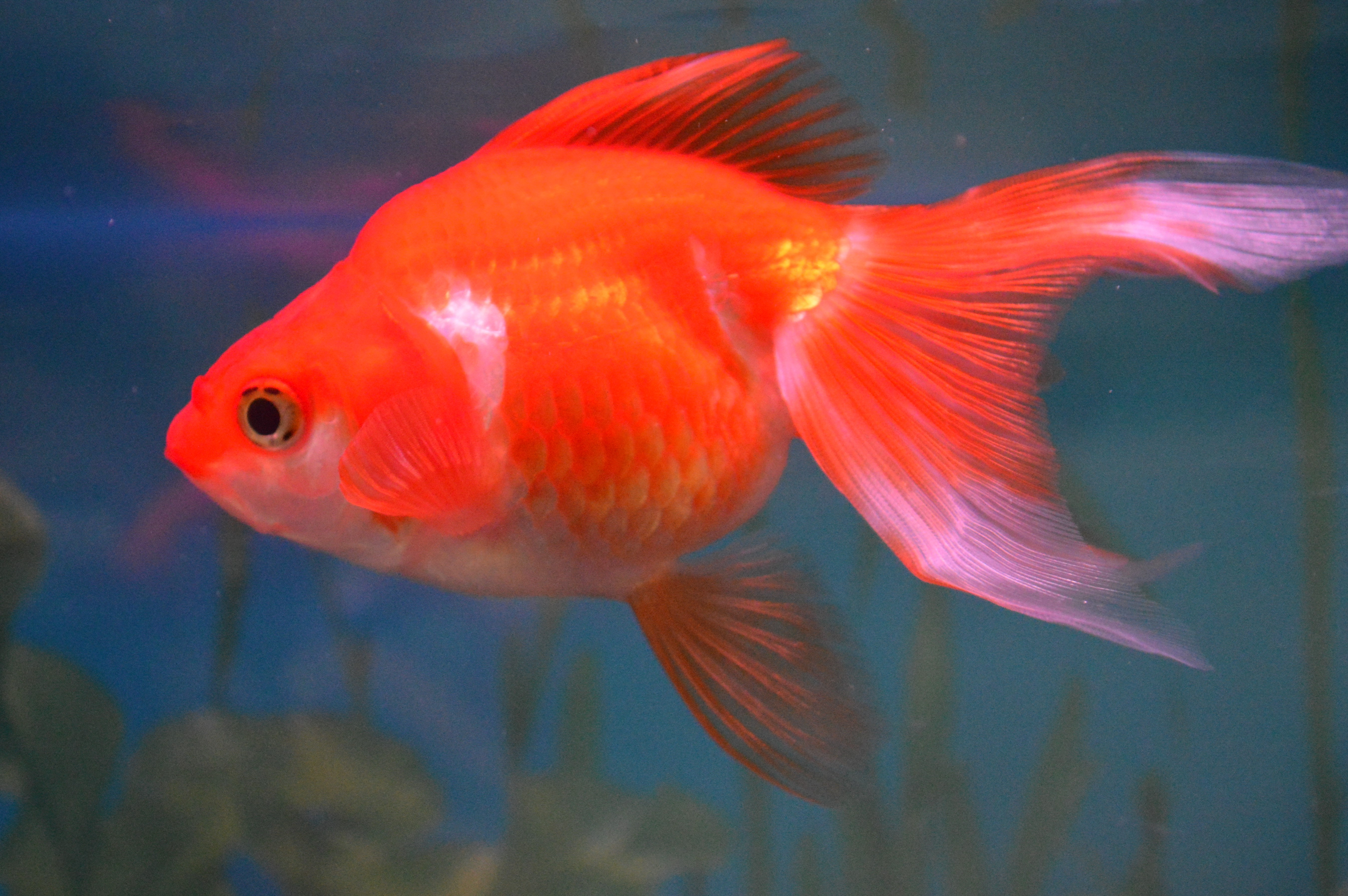
琉金（赤）
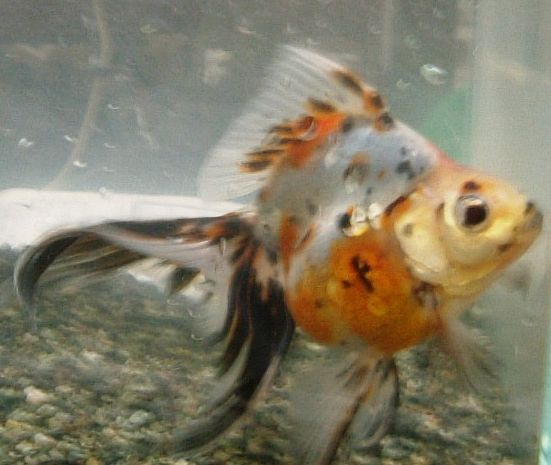
琉金（キャリコ）

体は短く丸みを帯び、大きく発達した尾が特徴。和金の突然変異体がもとである。性格は穏やかで、人馴れしやすい。
琉金（リュウキン）
江戸時代半ばに琉球経由で中国より渡来したことにより、この名がある。手に入れやすく、丈夫で飼いやすい。色は赤、更紗模様。明治期には琉金と三色出目金を交配して、キャリコ模様のキャリコ琉金も作られた。
鉄尾長（テツオナガ）
稚魚のときのフナ色のままで成魚になる品種の個体を指し、琉金以外にもこの個体は現れる。この蘭鋳タイプの個体は津軽錦であり、和蘭タイプは瑪瑙オランダと呼ばれる。中国ではこれを緑で表現し、翡翠、瑪瑙で呼ばれる個体が該当をする。

玉サバ（タマサバ）
錦鯉の産地として知られる新潟県中越地方で生み出された品種。気候の影響か寒さに強いとされる。ずんぐりとした体型に、吹き流し尾を持っているのが特徴。動きは和金型並みに機敏。「錦鯉と一緒に泳げる金魚」として、池などで飼育されていることも多い。派生品種として、さらに尾を短くして体を丸くした福だるまがある。
土佐錦魚（トサキン）
高知県の天然記念物。尾が反転している（反り尾）のが特徴。すり鉢型の容器で飼育され、ふちに沿って泳ぐことにより、この独特な尾が形成される。但し、この尾のために泳ぎが上手ではない上に水質の変化にも敏感なため、飼育は非常に難しい。他種との混泳も避けた方がよい。
ミューズ
土佐金と東錦の交配により近年生み出された品種。土佐錦魚に似た体型に、色は全透明鱗でオスは黄色、メスは白色。三つ尾（平付尾）を特徴とする。

## 出目金型

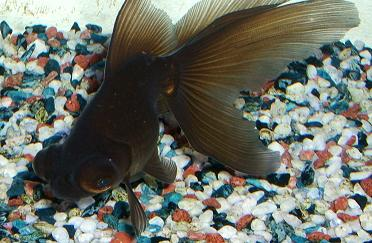
黒出目金
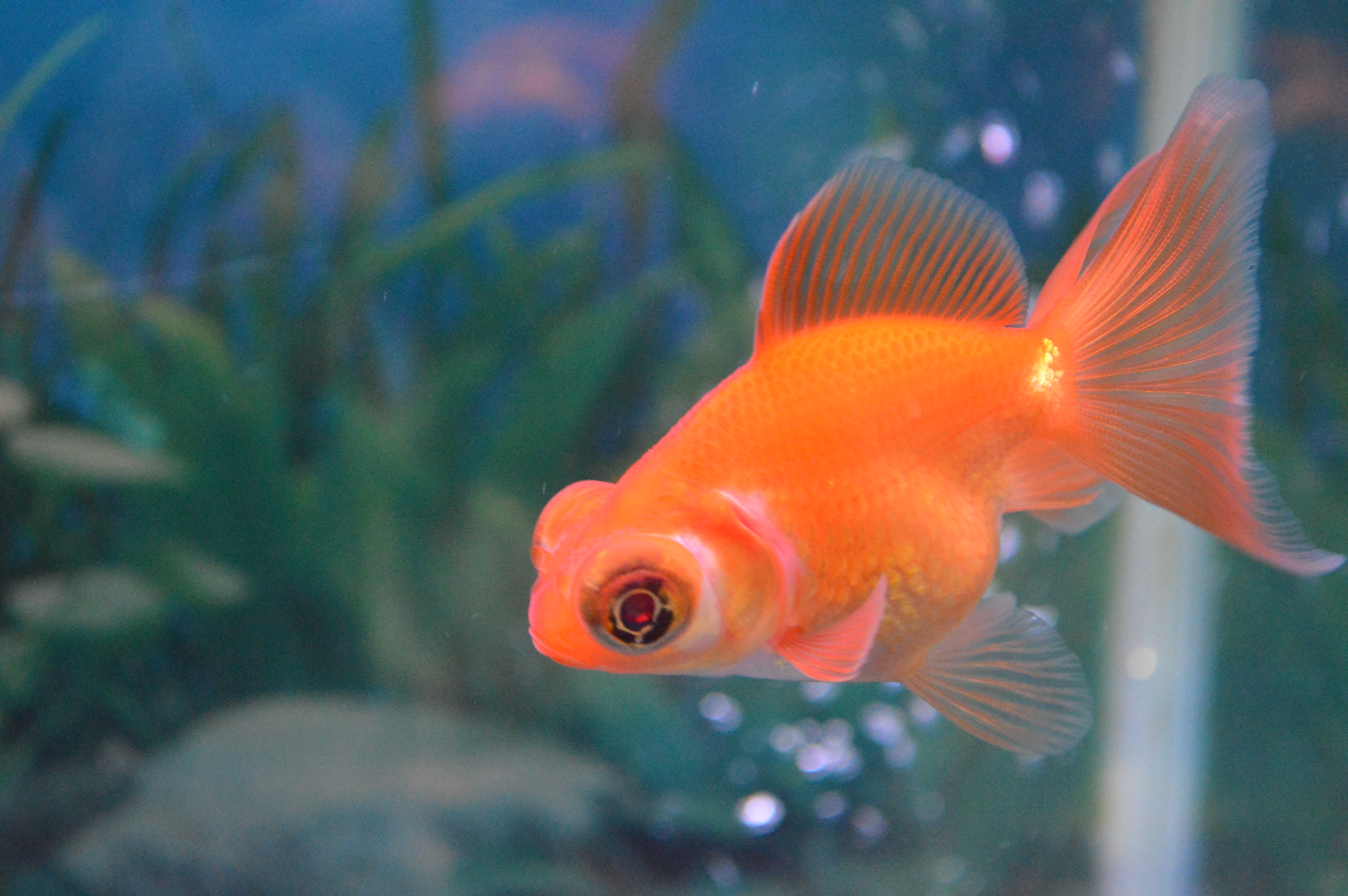
蝶尾

琉金の変異体をもとにしており、基本的には琉金の体型と同じ。名前の通り左右に大きく飛び出た目が特徴。上から鑑賞するのを好まれる。生まれたときは目は飛び出しておらず、生後数か月あたりから徐々にそのような形態になる。
出目金（デメキン）
中国から伝来した年代については、江戸時代初期と明治期の2説がある。赤出目金が初めにあり、その突然変異で黒出目金が出現した。
三色出目金（サンショクデメキン）
キャリコデメキンとも読む。赤出目金の突然変異で出現したもの。赤、白、黒、藍色のモザイク透明鱗を持つ。キャリコ模様のキンギョは、ほぼすべて、これとの交配により作られた品種である。流通量は、やや少ない。

蝶尾（チョウビ）
近年（昭和50年代以降）に出回り始めた中国金魚で、尾が蝶のように広がった品種。特に、白と黒の更紗模様の個体は「パンダチョウビ」、赤の体色に黒いひれの個体は「レッサーパンダ」と呼ばれる。日本に輸入されるほとんどが出目金型の個体であるが、蝶尾を持っていればこの品種となるので必ずしも出目金型に限定される品種名ではない。
頂天眼（チョウテンガン）
赤出目金の突然変異種、目が大きく飛び出し、頂天を向いている。視力は全くない。

## 和蘭型

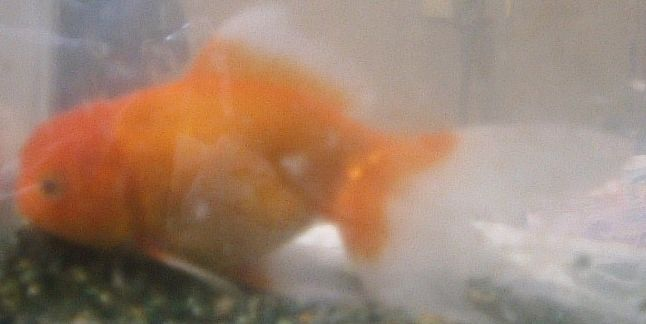
和蘭獅子頭
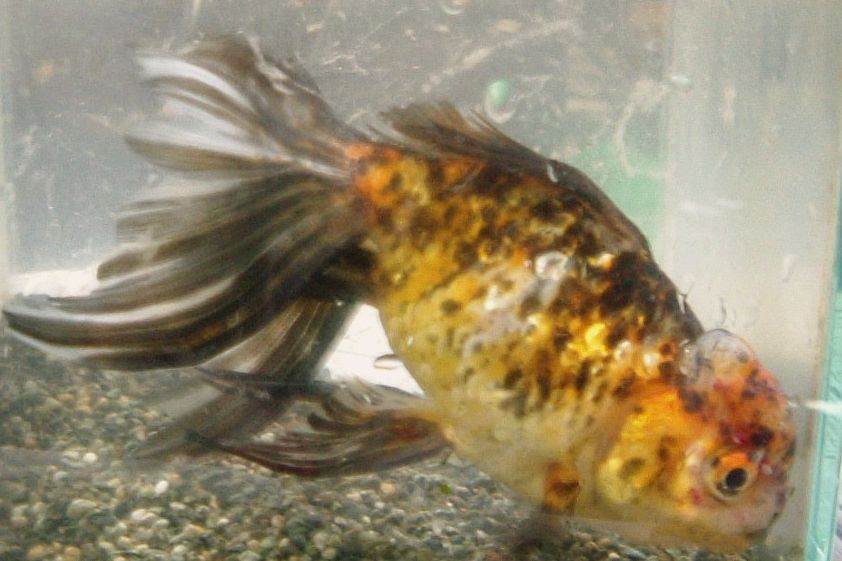
東錦
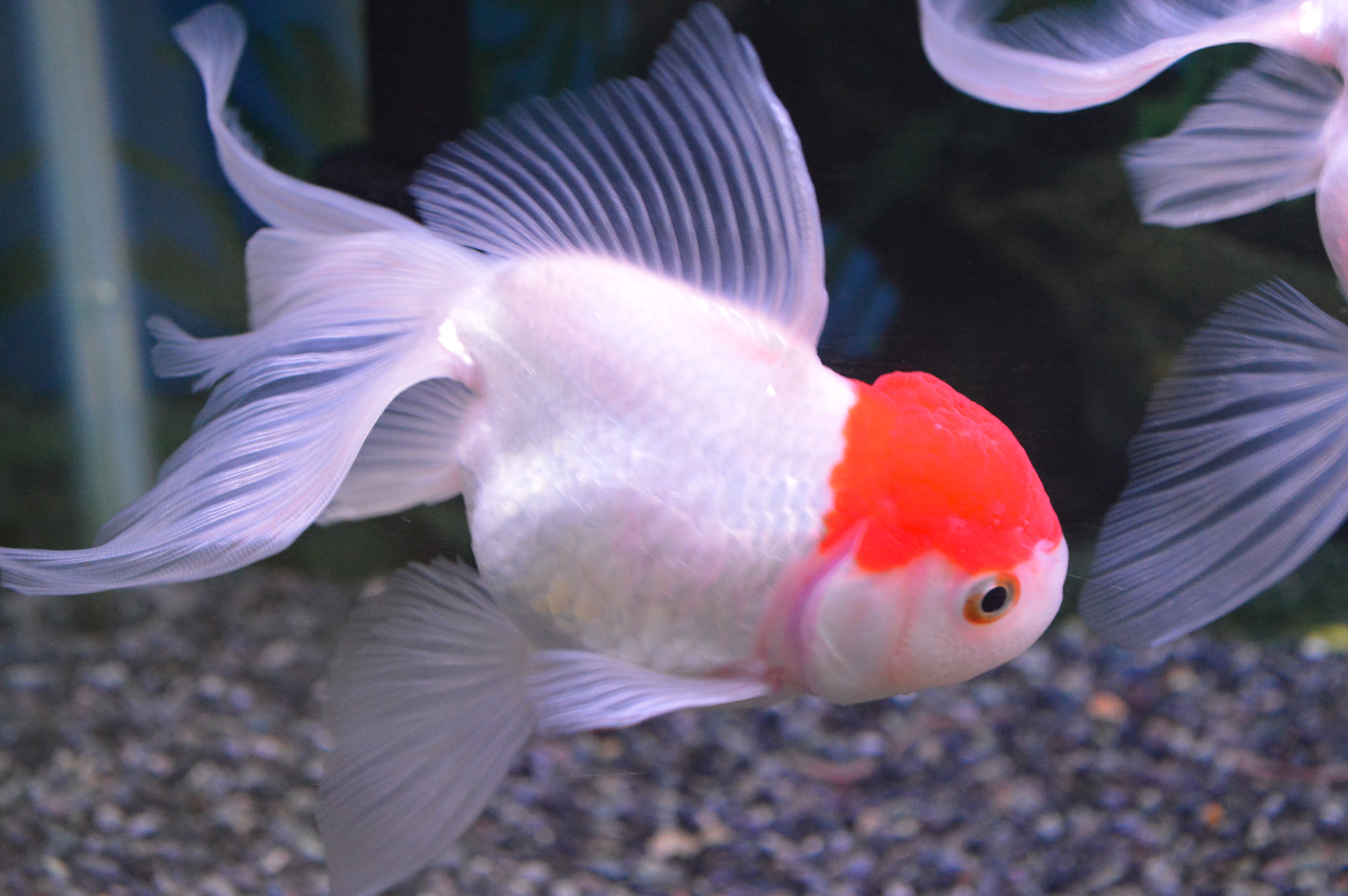
丹頂
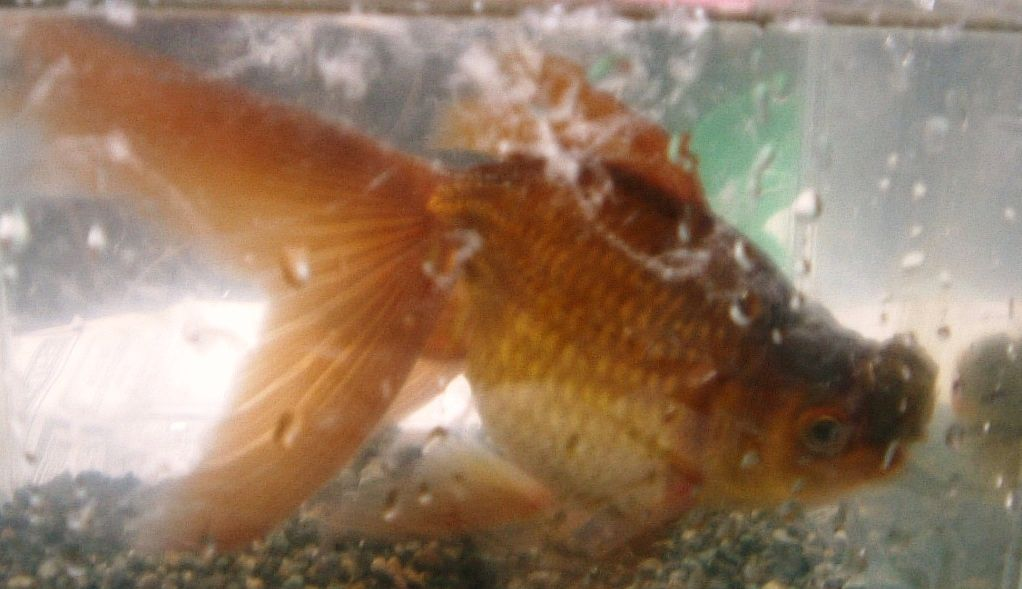
茶金（茶金花房）
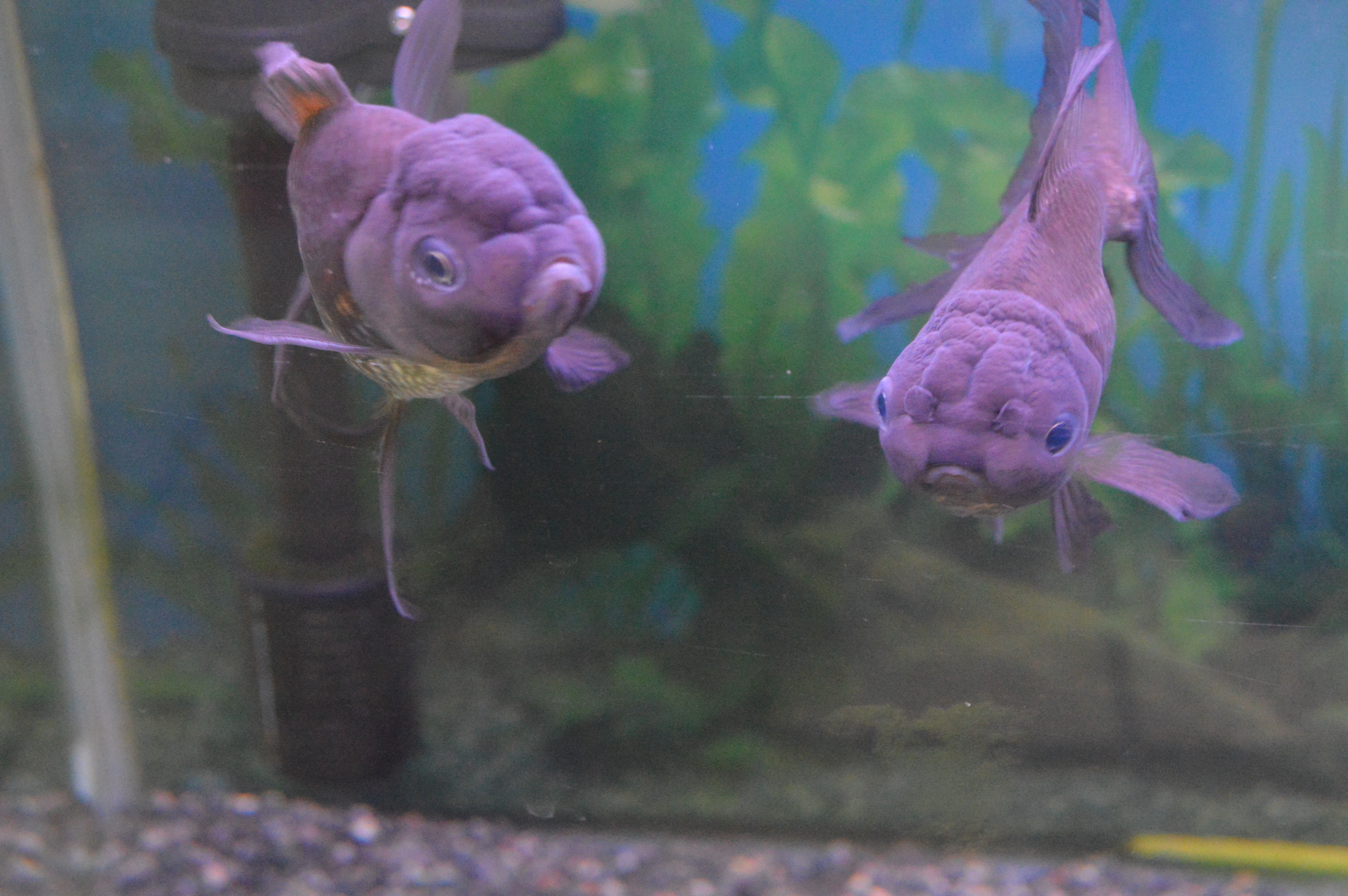
青文魚
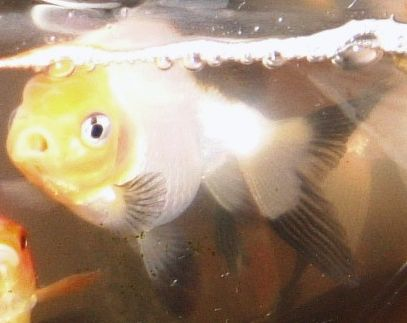
羽衣
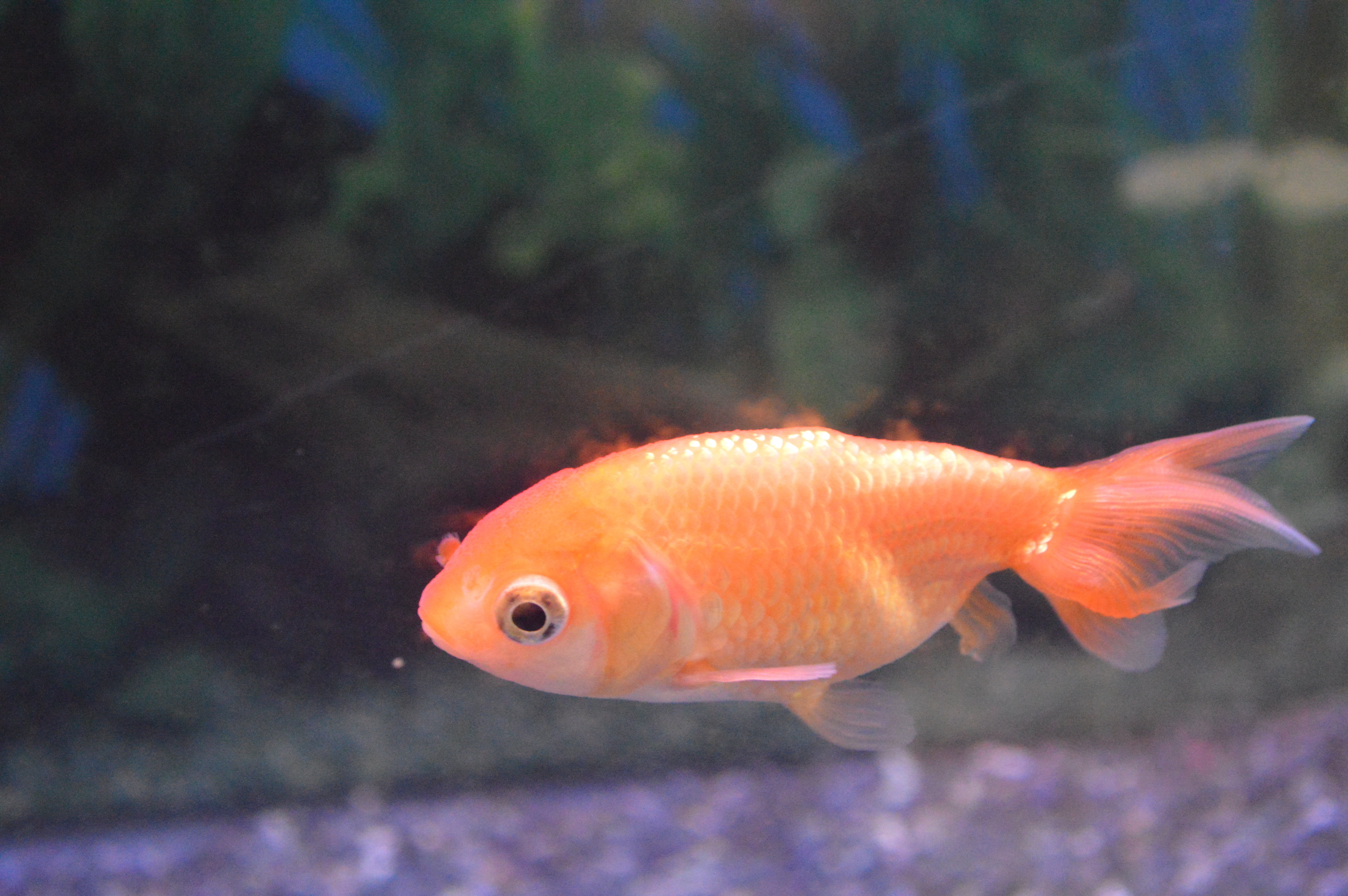
花房

琉金の突然変異をもとにしている。代表格である和蘭獅子頭の「獅子頭」の名の通り、頭部に肉瘤が発達している。一般に飼育しやすい品種が多い。いずれの品種も比較的長い体型を持つ系統と短い丸型の体型の系統のものがいる。
和蘭獅子頭（オランダシシガシラ）
江戸時代に中国から琉球を経て長崎に持ち込まれた。当時は鎖国の影響もあって珍しいものはオランダ物と呼ぶ風潮であったため、この名が付いた。獅子頭という名前の由来となった頭部の肉瘤が非常に発達している。色は赤、白、更紗模様。手に入れやすく、比較的丈夫なため飼育も簡単。日本で古くから親しまれてきた比較的長い体型を持つ系統（長手オランダ）と、近年になって中国から輸入されるようになった短い丸型の体型の系統（バルーンオランダ）の二つの系統が存在するが、両方とも流通は多い。
ジャンボオランダ/ジャンボシシガシラ
和蘭獅子頭の特に大型のものを交配して作られてきた品種。熊本県や長崎県など、主に九州地方の特産。大きな個体では体長が50cm近くにまで達する。
東錦（アズマニシキ）
昭和になって、和蘭獅子頭と三色出目金の交配で作られた品種。色はキャリコ模様。頭部に赤がしっかり出ているものが好まれる傾向にある。イギリスでは「キャリコオランダ」と呼ばれる。これの黒模様が出ず紅白のみが出たものは従来はハネられてきたが、近年は「桜東（サクラアズマ）」と呼んで新たなカテゴリで売るようになった。
丹頂（タンチョウ）
昭和に中国から輸入されたのが初めとも言われ、かつては「中国金魚」のカテゴリーで売られていた。日本人好みの紅白で人気を博し、現在は日本で広く作られている。白い体と赤い頭部が丹頂鶴を思わせるので、この名を持つ。英語では「レッドキャップオランダ(Red Cap Oranda)」、中国語では「ホントウユイ（紅頭鱼）」と呼ばれる。背びれがない「ガトウユゥイ（鵞頭魚）」と呼ばれる品種も中国では流通しており、日本でも鵞紅頭（ガコウトウ）として知られるが、こちらはタンチョウに比べあまり売られていない。
茶金（チャキン）
昭和になって日本に中国から入ってきたため、かつては「中国金魚」のカテゴリーで売られていた。名前の通り、色が茶であるのが最大の特徴。頭部の肉瘤が発達するものとしないものとがある。英名は「チョコレートオランダ(Chocolate Oranda)」、中国語ではこの色を茶ではなく紫と表現して「紫鱼 zǐyú（ツーユィー）」。流通は多いとはいえず入手はしにくいが飼育は難しくはない。
青文魚（セイブンギョ）
「青文」とだけ言うこともある。昭和になって日本に中国から入ってきたため、かつては「中国金魚」のカテゴリーで売られていた。名前の通り、青みがかった色を持つ。特に頭部と尾を除いて白く退色した個体は「羽衣（はごろも）」と呼ばれ、全体が白くなった個体は「白鳳」と呼ばれる。名前は中国で上からみた姿が「文」の字に見えるような三つ尾や四つ尾のキンギョを文魚と呼ぶことから。流通は多いとはいえず入手はしにくいが飼育は難しくはない。
日本花房/伊勢花房（ニホンハナフサ/イセハナフサ）
鼻孔のあたりに鼻髭または鼻房と呼ばれる房があるものを総称してこう呼ぶ。明治期までは伊勢地方で作られており、日本花房あるいは伊勢花房と呼ばれた。背ビレのないランチュウ（蘭ちゅう）型の花房は中国花房と呼ばれる。英名は「Pom pom」。

## 蘭鋳型

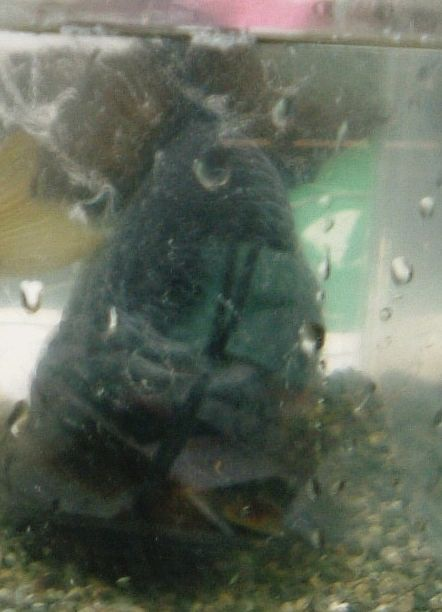
黒ランチュウ
中国ランチュウ（ライオンヘッド）
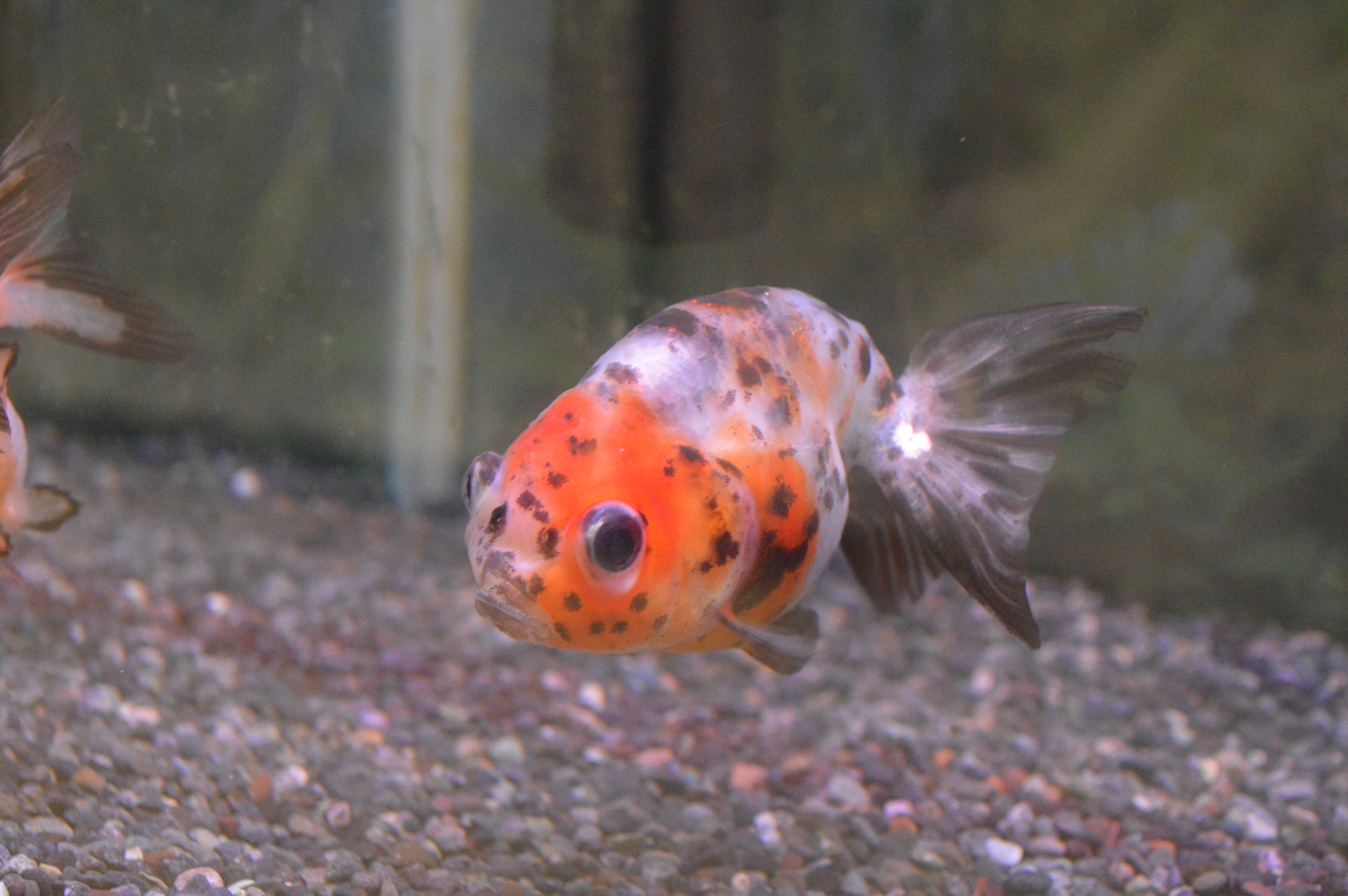
江戸錦
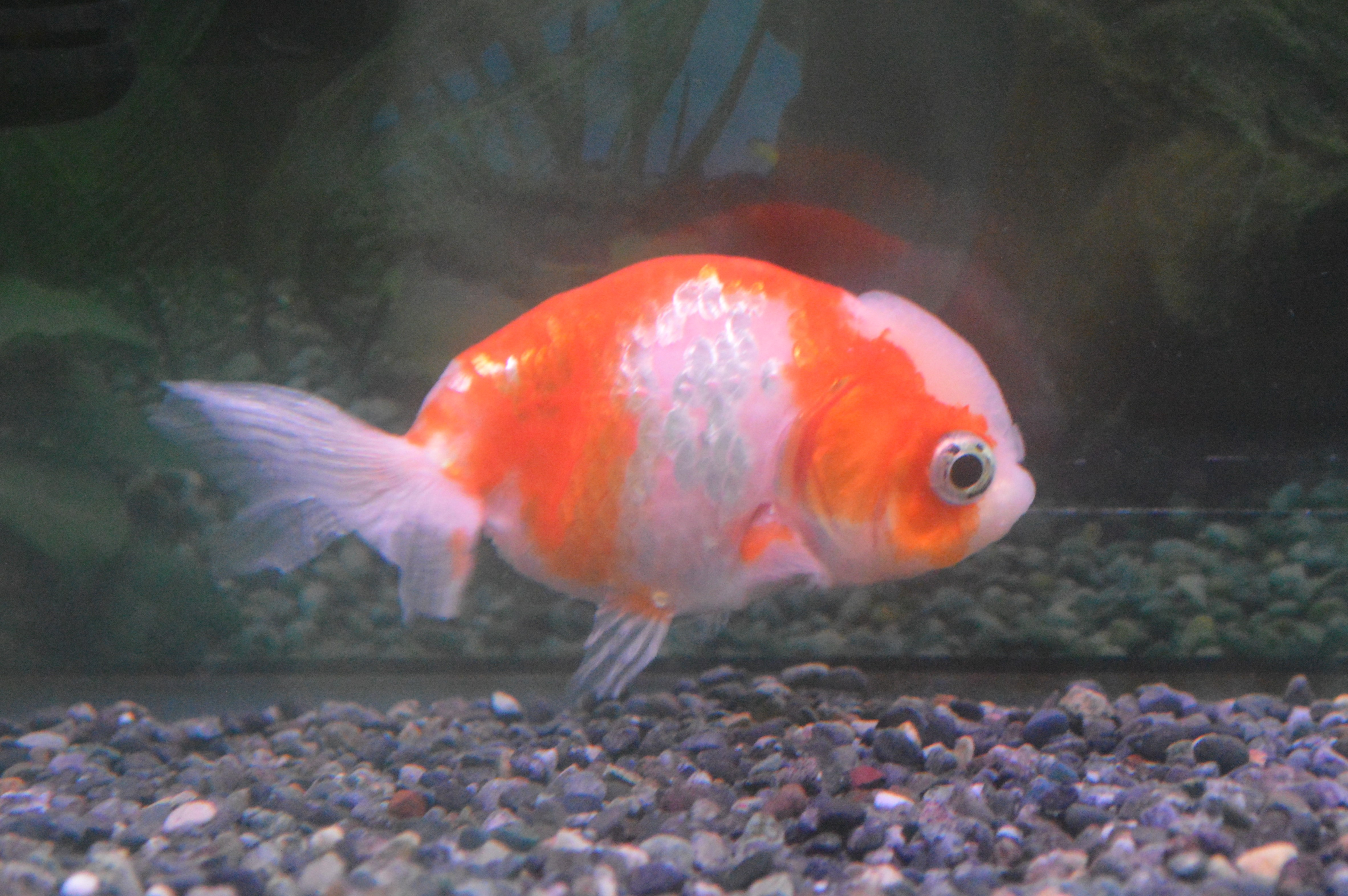
桜錦
鵞頭紅
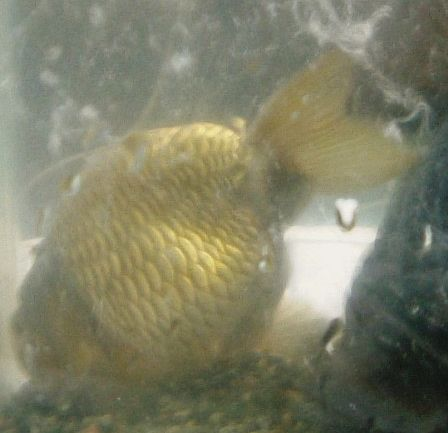
銀魚
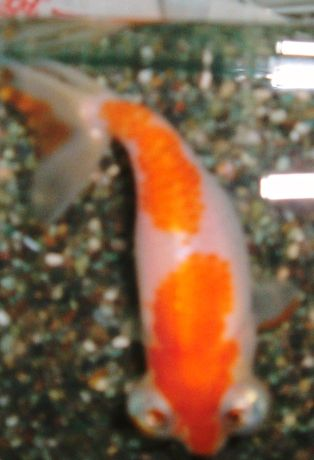
頂天眼
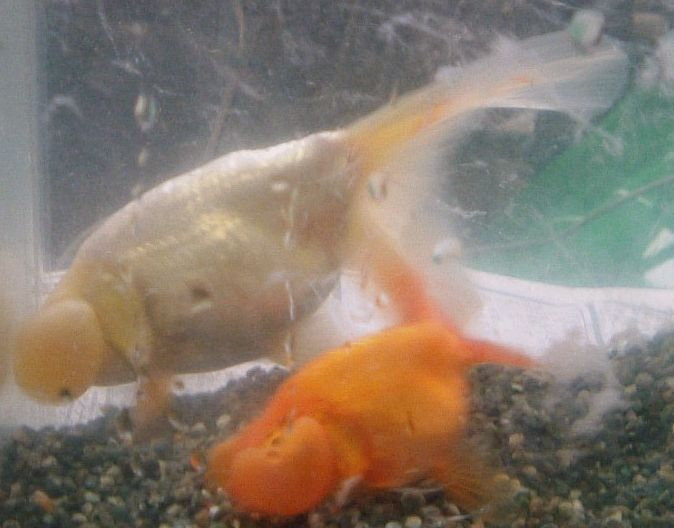
水泡眼

背びれが無いのが最大の特徴。体は丸みを帯びており、尾ビレは琉金型に比べれば肉厚で短い。泳ぐのも比較的下手。江戸時代には「卵虫」という表記も見られたという。当時は「マルコ（丸子）」と呼ばれ、頭部の肉瘤は発達していないものであった。その後、幕末以降になって頭部の肉瘤の発達したランチュウが一般的となった。戦後になって現代のような無色透明なガラスが普及するまでは日本製のガラスは表面が若干細かく波打っていたり曇りガラスであったりしたので、上から見るのを好まれた。
蘭鋳（ランチュウ）
色は赤、白、更紗模様のみ。黒が入らないのが良いとされてきたが、最近では、「黒ランチュウ」としてカテゴリが作られて売られるようになった。
津軽錦（ツガルニシキ）
江戸期から青森県の津軽地方で飼育されてきた品種。江戸時代には地元では地金魚あるいは津軽金魚と呼ばれており、頭部の肉瘤が発達するものとしないものとがあった。後者については昭和に弘前展覧会で秩父宮雍仁親王が津軽錦と命名したのだという。太平洋戦争で絶えたが、1990年代後半頃になって蘭鋳と東錦を交配させて復元した。現在は青森県青森市の浅虫水族館などでも鑑賞が可能。寒冷な気候には強いが暑さには非常に弱いという。弘前ねぷた祭りの「金魚ねぷた」はこの津軽錦をモデルにしたものと言われている。
出雲南京（イズモナンキン）
南京とも呼ばれる。島根県の天然記念物。丸子型の特徴をよく残し、背ビレがなく頭部の肉瘤は発達していない。色は白勝ちの更紗がよく、白地に口と各ヒレのみが赤い六鱗（ろくりん）がよいとされる。酢などで人工的に色を整えて作ることがある。尾は四つ尾。あまり丈夫ではなく飼育は難しいといわれる。
大阪蘭鋳（オオサカランチュウ）
江戸時代、大阪を中心に丸子型の蘭鋳が盛んに飼育されていた。丸子型とは、背ビレがなく肉瘤の発達していない金魚である。幕末には既に大阪でこれの品評会も行われていたが、大正期頃には背ビレ尾ビレが豪華で肉瘤のあるタイプの金魚に人気が移って生産量も減り、太平洋戦争後にはいったん廃滅した。現在売られているものは、蘭鋳に、中国花房、出雲南京、土佐錦魚を交配して復元されたものである。特徴としては、無論背ビレはなく、肉瘤がなく、鼻髭または鼻房と呼ばれる房が鼻孔のあたりにあること。尾は三つ尾（平付尾）、色は、愛知県の天然記念物ジキン（地金）と相互に影響あるいは対抗しあったこともあってか、全体は白に各ヒレと口だけが赤い六鱗（ろくりん）に似たものがよいとされる。
江戸錦（エドニシキ）
昭和に蘭鋳と東錦を交配して作られた品種。色はキャリコ模様。その後東京都水産試験場（旧）で改良されて現在に至っているが、まだ安定はしていない。交配の過程で尾びれが長い個体が現れることもあり、それらは「京錦」という品種になる。
桜錦（サクラニシキ）
昭和に江戸錦と蘭鋳を再び掛け合わせ（戻し交配）て作られた品種。品種登録は平成になってからという非常に新しい品種である。流通量は多くないが、飼育は難しくはない。色は更紗模様に透明鱗が入る。同様の外観を持つ個体は、東錦と蘭鋳でも生まれ、そちらは「京桜」という品種になる。
鵞頭紅（ガトウコウ）
戦後、中国から輸入された品種。肉瘤の発達した紅色の頭を持つ。近年はその色合いから丹頂鶴の名を付けて「丹頂蘭鋳」の名で市場に出回っている場合もある。
銀魚（ギンギョ）
青文魚のように青みがかった体色が特徴。頭の肉瘤はほとんど発達しない。尾は三つ尾か四つ尾。白く退色したものは「白銀魚」と呼ばれる。
秋錦（シュウキン）
明治期に蘭鋳と和蘭獅子頭を交配して作り出された品種。本来は背ビレのない和蘭獅子頭を作ることを理想としていたが、太平洋戦争で途絶え、現在は蘭鋳の中で尾が長いものを一般にこの品種としている。色は赤や更紗模様。
頂天眼（チョウテンガン）
出目金の突然変異をもとにしているといわれるが、現在では蘭鋳の突然変異とされている。上を向いて飛び出た眼球が特徴。背ビレもない。中国では清時代には存在していたともいわれ、日本には明治以降に入ってきた。視力はまったく無いため、泳がないでほとんどじっとしており、嗅覚で餌を探す。
鼻孔に鼻房を持つものは「頂天花房」という品種になる。
水泡眼（スイホウガン）
中国では長らく門外不出とされており、日本には1958年（昭和33年）に持ち込まれた。頂点眼と同様に、背ビレがなく、上を向いて飛び出した眼球を持ち、最大の特徴はその目についている風船のような水泡である。これは角膜が肥大したもので中にはリンパ液が入っている。破れるとまず再生しないので飼うときには非常に注意を要する。英名は「バブルアイ(Bubble Eye)」。

## ピンポンパール型

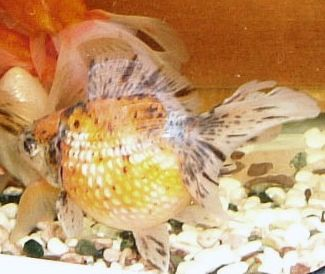
珍珠鱗
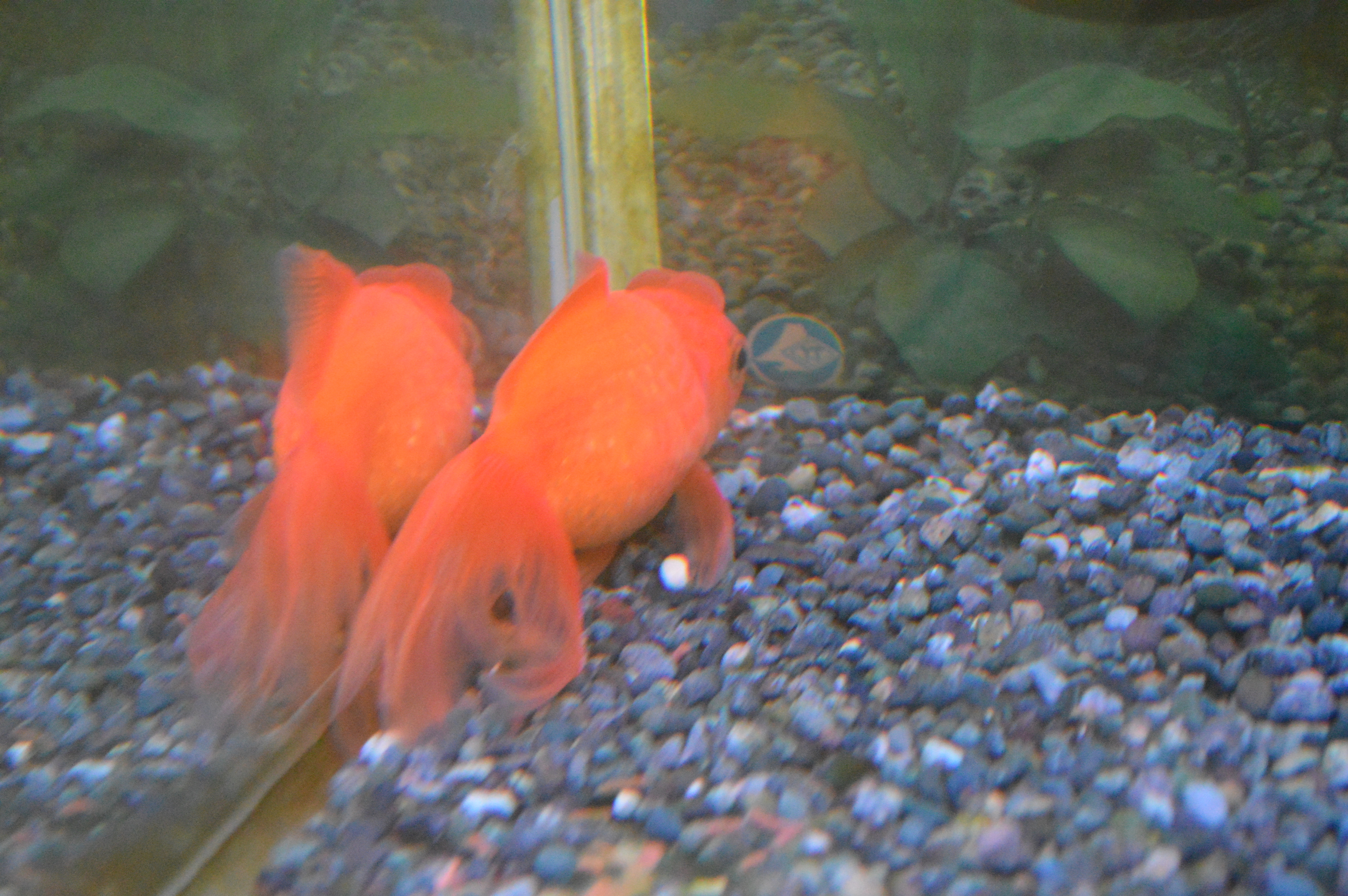
浜錦

基本的には和蘭型と同じであるが、あたかもピンポン玉のような非常に真ん丸な体型と真珠のようなウロコを持つ。
珍珠鱗（チンシュリン）
昭和になって中国から日本に入ってきた。パールスケールとも呼ばれる。体は半円形に膨らみ、逆立っているように見える鱗が特徴。名前の由来はこの鱗が「真珠」（中国語で「珍珠」）のように見えることから。
浜錦（ハマニシキ）
近年（1975年（昭和50年）以降）静岡の浜松地方で誕生した品種で、珍珠鱗から頭部の肉瘤を発達させて作られた。珍珠鱗同様、体は半円形に膨らみ、逆立っているように見える鱗が特徴。愛好家向けの品種のため、流通量は少ない。
穂竜 (ホリュウ)
中国の高頭パールを国内の愛好家によって、体色を黒色に作出された金魚である｡体色が白色は、コクセイリュウと呼ばれる。流通はかなり少なく、飼育は浜錦や珍珠鱗と同様である｡

## その他
この他にも古くから非常に多くの品種が存在しており、上に上げたものがすべてではない。時代の好みや流行によって、以前なら「ハネられ」ていたもの新しいカテゴリで品種となって人気になったりもするし、更に、現在でも新品種・外国産品種が続々と追加されている。品種として確立していない場合でも、流通の過程や小売店で便宜的に名称を与え、新品種のように扱われている場合もあり、すべてを列記することは極めて困難である。
竜眼（リュウガン）
作成方法は不明だが出目金と和蘭獅子頭を交配したと考えられる中国金魚。体型は和蘭型で頭部の肉瘤があり、眼が若干出っ張っている。入手はやや難しく、中国産が多い。国内産は、市場にほとんど流通しない。
柳出目金（ヤナギデメキン）
和金の体型に長い吹流し尾と出目金のような大きく飛び出た目をつけたような品種。今の段階ではあまり品評的に評価されていないため選別段階でハネられることが多く、市場にはあまり出回っていない。
中国流金 (チュウゴクリュウキン)
2000年代頃から、輸入してきた流金である。尾が特徴的で、短いショートテール(ST)や広がっているブロードテール(BT)が多い。体色は、素赤や更紗、3色(赤,黒,銀等)など。飼育は、難しくないがショートテールは転覆病になりやすいので注意が必要である。入手はしやすい。
中国蘭鋳 (チュウゴクランチュウ)
以前は、背なりが真っすぐの品種(ライオンヘッド)だったが、近年は国産に近い形が多く流通している。但し、背なりの形には、ばらつきがある。体色は、素赤,更紗,黒,キャリコ,桜色が多い。茶色や青色もいるが流通はやや少ない。